# Zhonglu (köpinghuvudort i Kina, Hubei Sheng, lat 30,02, long 108,72)
Zhonglu (kinesiska: 忠路, 忠路镇) är en köpinghuvudort i Kina. Den ligger i provinsen Hubei, i den centrala delen av landet, omkring 540 kilometer väster om provinshuvudstaden Wuhan. Antalet invånare är 59 539. Befolkningen består av 28 663 kvinnor och 30 876 män. Barn under 15 år utgör 21,0 %, vuxna 15-64 år 68 %, och äldre över 65 år 10,0 %.
Runt Zhonglu är det ganska tätbefolkat, med 149 invånare per kvadratkilometer. Zhonglu är det största samhället i trakten. I omgivningarna runt Zhonglu växer i huvudsak blandskog.
Genomsnittlig årsnederbörd är 1 590 millimeter. Den regnigaste månaden är maj, med i genomsnitt 292 mm nederbörd, och den torraste är december, med 19 mm nederbörd.